# Консолидация (шахматы)
Консолидация — процесс расстановки шахматных фигур таким образом, чтобы получить максимальные шансы на отражение атаки, контригру либо на проведение определённого плана игры. В первую очередь, консолидация подразумевает превращение разрозненного взаимодействия фигур в сплоченное. В общем случае понятие консолидации фигур, либо, что равноценно, консолидации позиции включает в себя:
- улучшение позиции плохо стоящих фигур,
- отражение непосредственных угроз, дающее время для перегруппировки,
- улучшение защиты короля,
- нейтрализация планов соперника по вскрытию фланговых или центральных вертикалей,
- улучшение пешечной структуры.

В комментаторской и аналитической практике термин употребляется чаще всего для ситуаций, где атакующая сторона в результате ошибок теряет свои шансы, тем самым давая сопернику время для перестройки фигур оптимальным образом.